# 5111 Джекліф
5111 Джекліф (5111 Jacliff) — астероїд головного поясу, відкритий 29 вересня 1987 року.
Тіссеранів параметр щодо Юпітера — 3,538.